# Lönhart Ferenc
Lönhart Ferenc (Nagyág, 1819. október 3. – Gyulafehérvár, 1897. június 28.) erdélyi katolikus püspök.

## Pályafutása
Miután apja, Lönhart Ignác, 1825-ben elhunyt, a nagyági plébános Kovács Antal vette pártfogásába a fiút, taníttatta s a kolozsvári konviktusba küldte, ahol a gymnasiumot végezte. A bölcseletet Gyulafehérvárt hallgatta, a teológiát a bécsi Pázmáneumban. 1844. július 28-án püspöke Kovács Miklós misés pappá szentelte fel és maga mellé vette a püspöki irodába iktatónak, 1848-ban a püspök által egybehívott katolikus státusgyűlésen egyházi képviselőként vett részt. Ugyanezen évben a lelkipásztorság és erkölcstan tanárának és tanulmányi felügyelőnek nevezték ki; azonban tanszékét a mozgalmas idők alatt nem foglalhatta el, hanem a püspökkel és az udvari személyzettel a várba szorult. A szabadságharc befejezése után a bombázás alkalmával elhamvasztott püspöki lakból, főpásztorát követve, Kolozsvárra költözött. 1852-ben püspöki titkár és szentszéki ülnök lett. Kovács Miklós azon év október 15-én meghalt és helyét Haynald Lajos foglalta el, akinek Lönhart jobbkeze lett. 1854-ben irodaigazgató, 1858-ban kanonok, (1859. és 1862-ben püspökével Rómában járt), 1862-ben pápai praelatus, 1864-ben kolozsvári plébános, főesperes, egyházi tanfelügyelő, 1865. december 8-ától salamoni címzetes püspök, 1874-ben a gyulaferhérvári káptalan nagyprépostja, 1878-ben scardói címzetes püspök.

### Püspöki pályafutása
1881. június 5-én gratianopoli felszentelt és erdélyi, 1882. március 24-én Fogarassy Mihály püspök halála után káptalani helynök és március 30-án erdélyi püspök lett, november 6-án pedig valóságos belső titkos tanácsos. Aranymiséjét 1894. július 28-án tartotta.
Rövid ideig tartó püspöksége alatt számos templomot épített és felszerelt, az Erdélyi Római Katolikus Státus iskoláinak ügyeit rendezte, egyes iskoláknak díszes palotákat emelt; egyházi, iskolai s jótékony célra tett adományai meghaladják a 200 000 forintot.

## Művei
- A keresztény hittan elemi vázlata, gyakorlati kalauz a katholikus kisdedek oktatására. Gruber Ágoston után németből ford. Kolozsvár, 1846 (Bardócz Jánossal együtt)